# فرودگاه بین‌المللی کواد سیتی
 فرودگاه بین‌المللی کواد سیتی (به انگلیسی: Quad City International Airport) یک فرودگاه همگانی بهره‌برداری هوایی با کد یاتا MLI است که یک باند فرود بتن دارد و طول باند آن ۱۵۲۹ متر است. این فرودگاه در کشور ایالات متحده آمریکا قرار دارد و در ارتفاع ۱۸۰ متری از سطح دریا واقع شده است.

## شرکت‌های هواپیمایی و مقصدهای پروازی

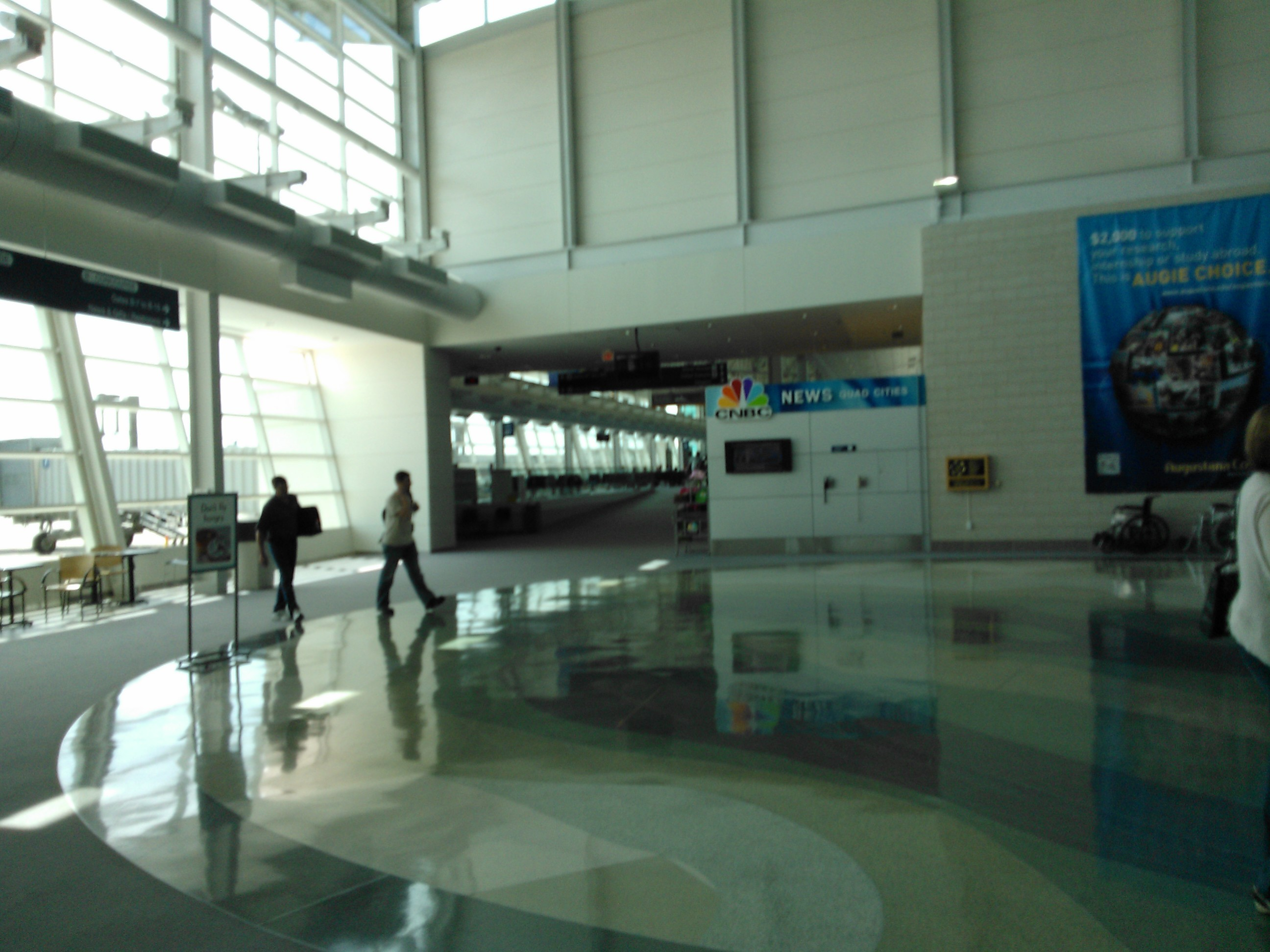
Atrium between the concourses

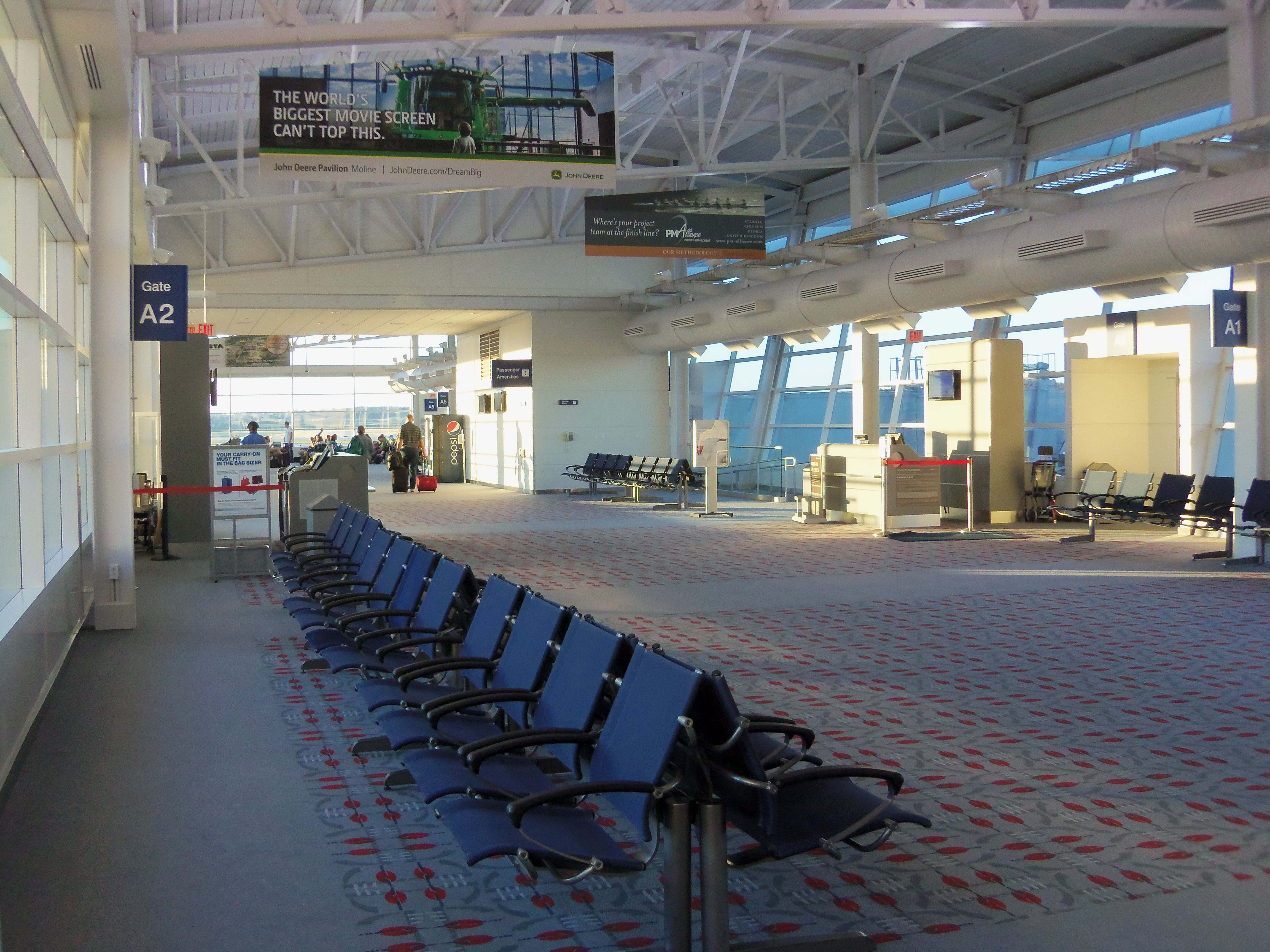
A Concourse

All passengers enter the airport at the main terminal and then proceed to either Concourse A (gates A1 – A6) or Concourse B (gates B5, B7, B8, B8A, B9 – B11, B15, B17).
| شرکت‌های هواپیمایی | مقصدهای پروازی                                                                | Refs  |
| ----------------- | ----------------------------------------------------------------------------- | ----- |
| الیجنت ایر        | مک‌کاران، فینکس-مسا فصلی: اورلندو سنفورد، شهرستان شارلوت، سن پترزبورگ-کلیرواتر | [ ۱ ] |
| امریکن ایگل       | اوهر شیکاگو، دالاس-فورت ورث                                                   | [ ۲ ] |
| دلتا کانکشن       | هارتسفیلد-جکسون آتلانتا، متروپولیتن شهرستان وین دیترویت، مینیاپولیس−سنت پل    | [ ۳ ] |
| یونایتد اکسپرس    | اوهر شیکاگو، دنور                                                             | [ ۴ ] |